# Mistrovství Evropy dorostenců v orientačním běhu 2015
12. Mistrovství Evropy dorostenců v orientačním běhu proběhlo ve dnech 25. června — 28. června 2015. Mistrovství Evropy hostilo Rumunsko s hlavním centrem ve městě Kluž,které leží v Sedmihradsku, známém jako Transylvánie.

## Program závodů
Program Mistrovství Evropy byl zveřejněn v souladu s Pravidly IOF v Bulletinu číslo dva:
| Den        | Závod            | Centrum závodu |
| ---------- | ---------------- | -------------- |
| 25. červen | Modelový závod   | Dumbrava       |
| 26. červen | Finále – Long    | Garbau         |
| 27. červen | Finále – Štafety | Salicea/Peana  |
| 28. červen | Finále – Sprint  | Gheorgheni     |

## Závod na klasické trati (Long)

### Výsledky závodu na klasické trati 16letých (Long)
| Muži 16letí                                                                             | Muži 16letí                                                                             | Muži 16letí                                                                             | Muži 16letí                                                                             | Muži 16letí                                                                             | Ženy 16leté                                                                             | Ženy 16leté                                                                             | Ženy 16leté                                                                             | Ženy 16leté                                                                             | Ženy 16leté                                                                             |
| --------------------------------------------------------------------------------------- | --------------------------------------------------------------------------------------- | --------------------------------------------------------------------------------------- | --------------------------------------------------------------------------------------- | --------------------------------------------------------------------------------------- | --------------------------------------------------------------------------------------- | --------------------------------------------------------------------------------------- | --------------------------------------------------------------------------------------- | --------------------------------------------------------------------------------------- | --------------------------------------------------------------------------------------- |
| - Traťové parametry: 6,8 km, 14 kontrol, 255 m převýšení. - Mapa: Garbau 1:15 000 E= 5m | - Traťové parametry: 6,8 km, 14 kontrol, 255 m převýšení. - Mapa: Garbau 1:15 000 E= 5m | - Traťové parametry: 6,8 km, 14 kontrol, 255 m převýšení. - Mapa: Garbau 1:15 000 E= 5m | - Traťové parametry: 6,8 km, 14 kontrol, 255 m převýšení. - Mapa: Garbau 1:15 000 E= 5m | - Traťové parametry: 6,8 km, 14 kontrol, 255 m převýšení. - Mapa: Garbau 1:15 000 E= 5m | - Traťové parametry: 5,2 km, 13 kontrol, 170 m převýšení. - Mapa: Garbau 1:15 000 E= 5m | - Traťové parametry: 5,2 km, 13 kontrol, 170 m převýšení. - Mapa: Garbau 1:15 000 E= 5m | - Traťové parametry: 5,2 km, 13 kontrol, 170 m převýšení. - Mapa: Garbau 1:15 000 E= 5m | - Traťové parametry: 5,2 km, 13 kontrol, 170 m převýšení. - Mapa: Garbau 1:15 000 E= 5m | - Traťové parametry: 5,2 km, 13 kontrol, 170 m převýšení. - Mapa: Garbau 1:15 000 E= 5m |
| Umístění                                                                                | Země                                                                                    | Jméno                                                                                   | Čas                                                                                     | Ztráta                                                                                  | Umístění                                                                                | Země                                                                                    | Jméno                                                                                   | Čas                                                                                     | Ztráta                                                                                  |
|                                                                                         | Francie                                                                                 | Guilhem Elias                                                                           | 0:47:16                                                                                 |                                                                                         |                                                                                         | Česko                                                                                   | Tereza Jánošíková                                                                       | 0:38:49                                                                                 |                                                                                         |
|                                                                                         | Švýcarsko                                                                               | Chamuel Zbinden                                                                         | 0:47:54                                                                                 | + 0:00:38                                                                               |                                                                                         | Rakousko                                                                                | Jasmina Gassnerová                                                                      | 0:39:38                                                                                 | + 0:00:49                                                                               |
|                                                                                         | Francie                                                                                 | Pierre Erbland                                                                          | 0:48:25                                                                                 | + 0:01:09                                                                               |                                                                                         | Bulharsko                                                                               | Andreya Dyaksová                                                                        | 0:42:22                                                                                 | + 0:03:33                                                                               |
| 4                                                                                       | Maďarsko                                                                                | Mihaly Ormay                                                                            | 0:48:26                                                                                 | + 0:01:10                                                                               | 4                                                                                       | Česko                                                                                   | Šárka Ruckerová                                                                         | 0:43:11                                                                                 | + 0:04:22                                                                               |
| 5                                                                                       | Polsko                                                                                  | Kacper Kuca                                                                             | 0:48:38                                                                                 | + 0:01:22                                                                               | 5                                                                                       | Maďarsko                                                                                | Dora Csilla Gardonyiová                                                                 | 0:43:23                                                                                 | + 0:04:34                                                                               |
| 6                                                                                       | Česko                                                                                   | Tomáš Křivda                                                                            | 0:48:50                                                                                 | + 0:01:34                                                                               | 6                                                                                       | Finsko                                                                                  | Leenukka Hanhijarviová                                                                  | 0:43:40                                                                                 | + 0:04:51                                                                               |

### Výsledky závodu na klasické trati 18letých (Long)
| Muži 18letí                                                                             | Muži 18letí                                                                             | Muži 18letí                                                                             | Muži 18letí                                                                             | Muži 18letí                                                                             | Ženy 18leté                                                                             | Ženy 18leté                                                                             | Ženy 18leté                                                                             | Ženy 18leté                                                                             | Ženy 18leté                                                                             |
| --------------------------------------------------------------------------------------- | --------------------------------------------------------------------------------------- | --------------------------------------------------------------------------------------- | --------------------------------------------------------------------------------------- | --------------------------------------------------------------------------------------- | --------------------------------------------------------------------------------------- | --------------------------------------------------------------------------------------- | --------------------------------------------------------------------------------------- | --------------------------------------------------------------------------------------- | --------------------------------------------------------------------------------------- |
| - Traťové parametry: 8,3 km, 19 kontrol, 310 m převýšení. - Mapa: Garbau 1:15 000 E= 5m | - Traťové parametry: 8,3 km, 19 kontrol, 310 m převýšení. - Mapa: Garbau 1:15 000 E= 5m | - Traťové parametry: 8,3 km, 19 kontrol, 310 m převýšení. - Mapa: Garbau 1:15 000 E= 5m | - Traťové parametry: 8,3 km, 19 kontrol, 310 m převýšení. - Mapa: Garbau 1:15 000 E= 5m | - Traťové parametry: 8,3 km, 19 kontrol, 310 m převýšení. - Mapa: Garbau 1:15 000 E= 5m | - Traťové parametry: 6,3 km, 15 kontrol, 210 m převýšení. - Mapa: Garbau 1:15 000 E= 5m | - Traťové parametry: 6,3 km, 15 kontrol, 210 m převýšení. - Mapa: Garbau 1:15 000 E= 5m | - Traťové parametry: 6,3 km, 15 kontrol, 210 m převýšení. - Mapa: Garbau 1:15 000 E= 5m | - Traťové parametry: 6,3 km, 15 kontrol, 210 m převýšení. - Mapa: Garbau 1:15 000 E= 5m | - Traťové parametry: 6,3 km, 15 kontrol, 210 m převýšení. - Mapa: Garbau 1:15 000 E= 5m |
| Umístění                                                                                | Země                                                                                    | Jméno                                                                                   | Čas                                                                                     | Ztráta                                                                                  | Umístění                                                                                | Země                                                                                    | Jméno                                                                                   | Čas                                                                                     | Ztráta                                                                                  |
|                                                                                         | Finsko                                                                                  | Olli Ojanaho                                                                            | 0:47:25                                                                                 |                                                                                         |                                                                                         | Švédsko                                                                                 | Amanda Berggrenová                                                                      | 0:51:24                                                                                 |                                                                                         |
|                                                                                         | Norsko                                                                                  | Hakon Raadal Bjorlo                                                                     | 0:51:28                                                                                 | + 0:04:03                                                                               |                                                                                         | Finsko                                                                                  | Amy Nymalmová                                                                           | 0:51:44                                                                                 | + 0:00:20                                                                               |
|                                                                                         | Rakousko                                                                                | Rafael Dobnik                                                                           | 0:51:29                                                                                 | + 0:04:04                                                                               |                                                                                         | Švédsko                                                                                 | Hanna Hugossonová                                                                       | 0:51:50                                                                                 | + 0:00:26                                                                               |
| 4                                                                                       | Česko                                                                                   | Daniel Vandas                                                                           | 0:51:37                                                                                 | + 0:04:12                                                                               | 4                                                                                       | Norsko                                                                                  | Ingrid Lundanesová                                                                      | 0:52:48                                                                                 | + 0:01:24                                                                               |
| 5                                                                                       | Norsko                                                                                  | Eirik Langedal Breivik                                                                  | 0:51:40                                                                                 | + 0:04:15                                                                               | 5                                                                                       | Francie                                                                                 | Florence Hanauerová                                                                     | 0:52:52                                                                                 | + 0:01:28                                                                               |
| 6                                                                                       | Švýcarsko                                                                               | Pascal Buchs                                                                            | 0:52:05                                                                                 | + 0:04:40                                                                               | 6                                                                                       | Rumunsko                                                                                | Agnes Nedaová                                                                           | 0:52:54                                                                                 | + 0:01:30                                                                               |

## Štafetový závod

### Výsledky štafetového závodu 16letých
| Muži 16letí                                                                                            | Muži 16letí                                                                                            | Muži 16letí                                                                                            | Muži 16letí                                                                                            | Muži 16letí                                                                                            | Ženy 16leté                                                                                    | Ženy 16leté                                                                                    | Ženy 16leté                                                                                    | Ženy 16leté                                                                                    | Ženy 16leté                                                                                    |
| --- | --- | --- | --- | --- | ---------------------------------------------------------------------------------------------- | ---------------------------------------------------------------------------------------------- | ---------------------------------------------------------------------------------------------- | ---------------------------------------------------------------------------------------------- | ---------------------------------------------------------------------------------------------- |
| - Traťové parametry : 4,1-4,6km, ? kontrol, 140-180 m převýšení - Mapa: Salicea/Peana 1:10 000 E= 2,5m | - Traťové parametry : 4,1-4,6km, ? kontrol, 140-180 m převýšení - Mapa: Salicea/Peana 1:10 000 E= 2,5m | - Traťové parametry : 4,1-4,6km, ? kontrol, 140-180 m převýšení - Mapa: Salicea/Peana 1:10 000 E= 2,5m | - Traťové parametry : 4,1-4,6km, ? kontrol, 140-180 m převýšení - Mapa: Salicea/Peana 1:10 000 E= 2,5m | - Traťové parametry : 4,1-4,6km, ? kontrol, 140-180 m převýšení - Mapa: Salicea/Peana 1:10 000 E= 2,5m | - Parametry : 3,3-3,7km, ? kontrol, 120-160 m převýšení - Mapa: Salicea/Peana 1:10 000 E= 2,5m | - Parametry : 3,3-3,7km, ? kontrol, 120-160 m převýšení - Mapa: Salicea/Peana 1:10 000 E= 2,5m | - Parametry : 3,3-3,7km, ? kontrol, 120-160 m převýšení - Mapa: Salicea/Peana 1:10 000 E= 2,5m | - Parametry : 3,3-3,7km, ? kontrol, 120-160 m převýšení - Mapa: Salicea/Peana 1:10 000 E= 2,5m | - Parametry : 3,3-3,7km, ? kontrol, 120-160 m převýšení - Mapa: Salicea/Peana 1:10 000 E= 2,5m |
| Umístění                                                                                               | Země                                                                                                   | Jméno                                                                                                  | Čas | Ztráta                                                                                                 | Umístění                                                                                       | Země                                                                                           | Jméno                                                                                          | Čas                                                                                            | Ztráta                                                                                         |
| | Francie                                                                                                | Guilhem Haberkorn Pierre Erbland Guilhem Elias                                                         | 1:23:42                                                                                                | |                                                                                                | Česko                                                                                          | Barbora Chaloupská Šárka Ruckerová Tereza Janošíková                                           | 1:11:04                                                                                        |                                                                                                |
| | Rakousko                                                                                               | Clemens Wolfram Georg Groll Jannis Bonek                                                               | 1:25:23                                                                                                | + 0:01:41                                                                                              |                                                                                                | Dánsko                                                                                         | Agnes Norgard Krachtová Annika Gautschi Simonsenová Ida Obroová                                | 1:13:06                                                                                        | + 0:02:02                                                                                      |
| | Estonsko                                                                                               | Karel-Sander Kljuzin Andres Room Kaarel Vesilind                                                       | 1:26:30                                                                                                | + 0:02:48                                                                                              |                                                                                                | Maďarsko                                                                                       | Reka Dalida Patakiová Dora Csilla Gardonyiová Hanga Szuromiová                                 | 1:15:11                                                                                        | + 0:04:07                                                                                      |
| 4 | Maďarsko                                                                                               | Csongor Horvath Barnabas Kovacs Mihaly Ormay                                                           | 1:28:11                                                                                                | + 0:04:29                                                                                              | 4                                                                                              | Rakousko                                                                                       | Ylvi Kastnerová Tina Tiefenbocková Jasmina Gassnerová                                          | 1:17:56                                                                                        | + 0:06:52                                                                                      |
| 5 | Dánsko                                                                                                 | Rasmus Krogh Madsen Lasse Falck Weber Malte Kjær Hemmingsen                                            | 1:28:20                                                                                                | + 0:04:38                                                                                              | 5                                                                                              | Bulharsko                                                                                      | Yasna Petrová Borislava Mitková Andreya Dyaksová                                               | 1:19:58                                                                                        | + 0:08:54                                                                                      |
| 6 | Rusko                                                                                                  | Igor Linkevič Anton Lukaševič Sergej Mizonov                                                           | 1:29:50                                                                                                | + 0:06:08                                                                                              | 6                                                                                              | Rusko                                                                                          | Olga Vasilevová Anastasia Grigorevová Irina Lazarevová                                         | 1:22:07                                                                                        | + 0:11:03                                                                                      |

### Výsledky štafetového závodu 18letých
| Muži 18letí                                                                                            | Muži 18letí                                                                                            | Muži 18letí                                                                                            | Muži 18letí                                                                                            | Muži 18letí                                                                                            | Ženy 18leté                                                                                    | Ženy 18leté                                                                                    | Ženy 18leté                                                                                    | Ženy 18leté                                                                                    | Ženy 18leté                                                                                    |
| --- | --- | --- | --- | --- | ---------------------------------------------------------------------------------------------- | ---------------------------------------------------------------------------------------------- | ---------------------------------------------------------------------------------------------- | ---------------------------------------------------------------------------------------------- | ---------------------------------------------------------------------------------------------- |
| - Traťové parametry : 5,4-5,9km, ? kontrol, 170-210 m převýšení - Mapa: Salicea/Peana 1:10 000 E= 2,5m | - Traťové parametry : 5,4-5,9km, ? kontrol, 170-210 m převýšení - Mapa: Salicea/Peana 1:10 000 E= 2,5m | - Traťové parametry : 5,4-5,9km, ? kontrol, 170-210 m převýšení - Mapa: Salicea/Peana 1:10 000 E= 2,5m | - Traťové parametry : 5,4-5,9km, ? kontrol, 170-210 m převýšení - Mapa: Salicea/Peana 1:10 000 E= 2,5m | - Traťové parametry : 5,4-5,9km, ? kontrol, 170-210 m převýšení - Mapa: Salicea/Peana 1:10 000 E= 2,5m | - Parametry : 4,0-4,5km, ? kontrol, 130-170 m převýšení - Mapa: Salicea/Peana 1:10 000 E= 2,5m | - Parametry : 4,0-4,5km, ? kontrol, 130-170 m převýšení - Mapa: Salicea/Peana 1:10 000 E= 2,5m | - Parametry : 4,0-4,5km, ? kontrol, 130-170 m převýšení - Mapa: Salicea/Peana 1:10 000 E= 2,5m | - Parametry : 4,0-4,5km, ? kontrol, 130-170 m převýšení - Mapa: Salicea/Peana 1:10 000 E= 2,5m | - Parametry : 4,0-4,5km, ? kontrol, 130-170 m převýšení - Mapa: Salicea/Peana 1:10 000 E= 2,5m |
| Umístění                                                                                               | Země                                                                                                   | Jméno                                                                                                  | Čas | Ztráta                                                                                                 | Umístění                                                                                       | Země                                                                                           | Jméno                                                                                          | Čas                                                                                            | Ztráta                                                                                         |
| | Švédsko                                                                                                | Jesper Svensk Anton Forsberg Isac von Krusenstierna                                                    | 1:32:17                                                                                                | |                                                                                                | Česko                                                                                          | Klára Novotná Barbora Vyhnálková Tereza Čechová                                                | 1:38:32                                                                                        |                                                                                                |
| | Švýcarsko                                                                                              | Florian Attinger Andrin Grundler Pascal Buchs                                                          | 1:34:13                                                                                                | + 0:01:56                                                                                              |                                                                                                | Norsko                                                                                         | Dorte Narumová Malin Sandstadová Ingrid Lundanesová                                            | 1:39:16                                                                                        | + 0:00:44                                                                                      |
| | Finsko                                                                                                 | Eero Heinonen Topi Syrjalainen Olli Ojanaho                                                            | 1:35:38                                                                                                | + 0:03:21                                                                                              |                                                                                                | Finsko                                                                                         | Emilia Stahlbergová Veera Klemettinenová Amy Nymalmová                                         | 1:39:29                                                                                        | + 0:00:57                                                                                      |
| 4 | Maďarsko                                                                                               | Mate Dalos Marton Zacher Matyas Meszaros                                                               | 1:35:45                                                                                                | + 0:03:28                                                                                              | 4                                                                                              | Švýcarsko                                                                                      | Marcia Murnerová Deborah Stadlerová Valerie Aebischeová                                        | 1:42:45                                                                                        | + 0:04:13                                                                                      |
| 5 | Rusko                                                                                                  | Kirill Komarov Nikita Gurevič Mikhai Kulešov                                                           | 1:37:13                                                                                                | + 0:04:56                                                                                              | 5                                                                                              | Švédsko                                                                                        | Hanna Hugossonová Tove Ronnbacková Amanda Berggrenová                                          | 1:42:55                                                                                        | + 0:04:23                                                                                      |
| 6 | Norsko                                                                                                 | Vegard Guldbrandsen Eirik Langedal Breivik Hakon Raadal Bjorlo                                         | 1:38:00                                                                                                | + 0:05:43                                                                                              | 6                                                                                              | Rusko                                                                                          | Anna Chestovová Zlata Malyševová Anastasia Godunovová                                          | 1:44:07                                                                                        | + 0:05:35                                                                                      |

## Závod ve sprintu

### Výsledky sprintu 16letých
| Muži 16letí                                                                                 | Muži 16letí                                                                                 | Muži 16letí                                                                                 | Muži 16letí                                                                                 | Muži 16letí                                                                                 | Ženy 16leté                                                                                 | Ženy 16leté                                                                                 | Ženy 16leté                                                                                 | Ženy 16leté                                                                                 | Ženy 16leté                                                                                 |
| ------------------------------------------------------------------------------------------- | ------------------------------------------------------------------------------------------- | ------------------------------------------------------------------------------------------- | ------------------------------------------------------------------------------------------- | ------------------------------------------------------------------------------------------- | ------------------------------------------------------------------------------------------- | ------------------------------------------------------------------------------------------- | ------------------------------------------------------------------------------------------- | ------------------------------------------------------------------------------------------- | ------------------------------------------------------------------------------------------- |
| - Traťové parametry: 2,0 km, 14 kontrol, ? m převýšení. - Mapa: Gheorgheni 1:10 000 E= 2,5m | - Traťové parametry: 2,0 km, 14 kontrol, ? m převýšení. - Mapa: Gheorgheni 1:10 000 E= 2,5m | - Traťové parametry: 2,0 km, 14 kontrol, ? m převýšení. - Mapa: Gheorgheni 1:10 000 E= 2,5m | - Traťové parametry: 2,0 km, 14 kontrol, ? m převýšení. - Mapa: Gheorgheni 1:10 000 E= 2,5m | - Traťové parametry: 2,0 km, 14 kontrol, ? m převýšení. - Mapa: Gheorgheni 1:10 000 E= 2,5m | - Traťové parametry: 1,7 km, 12 kontrol, ? m převýšení. - Mapa: Gheorgheni 1:10 000 E= 2,5m | - Traťové parametry: 1,7 km, 12 kontrol, ? m převýšení. - Mapa: Gheorgheni 1:10 000 E= 2,5m | - Traťové parametry: 1,7 km, 12 kontrol, ? m převýšení. - Mapa: Gheorgheni 1:10 000 E= 2,5m | - Traťové parametry: 1,7 km, 12 kontrol, ? m převýšení. - Mapa: Gheorgheni 1:10 000 E= 2,5m | - Traťové parametry: 1,7 km, 12 kontrol, ? m převýšení. - Mapa: Gheorgheni 1:10 000 E= 2,5m |
| Umístění                                                                                    | Země                                                                                        | Jméno                                                                                       | Čas                                                                                         | Ztráta                                                                                      | Umístění                                                                                    | Země                                                                                        | Jméno                                                                                       | Čas                                                                                         | Ztráta                                                                                      |
|                                                                                             | Švýcarsko                                                                                   | Nicola Muller                                                                               | 0:10:27                                                                                     |                                                                                             |                                                                                             | Česko                                                                                       | Tereza Janošíková                                                                           | 0:10:14                                                                                     |                                                                                             |
|                                                                                             | Česko                                                                                       | Jonáš Fencl                                                                                 | 0:10:49                                                                                     | + 0:00:22                                                                                   |                                                                                             | Rusko                                                                                       | Irina Lazarevová                                                                            | 0:10:48                                                                                     | + 0:00:34                                                                                   |
|                                                                                             | Francie                                                                                     | Pierre Erbland                                                                              | 0:11:10                                                                                     | + 0:00:43                                                                                   |                                                                                             | Švýcarsko                                                                                   | Elena Pezzatiová                                                                            | 0:10:50                                                                                     | + 0:00:36                                                                                   |
| 4                                                                                           | Švýcarsko                                                                                   | Tino Polsini                                                                                | 0:11:12                                                                                     | + 0:00:45                                                                                   | 4                                                                                           | Česko                                                                                       | Anna Kopecká                                                                                | 0:10:54                                                                                     | + 0:00:40                                                                                   |
| 5                                                                                           | Rusko                                                                                       | Anton Lukaševič                                                                             | 0:11:17                                                                                     | + 0:00:50                                                                                   | 5                                                                                           | Maďarsko                                                                                    | Zsofia Sarkozyová                                                                           | 0:10:57                                                                                     | + 0:00:43                                                                                   |
| 6                                                                                           | Česko                                                                                       | Tomáš Křivda                                                                                | 0:11:19                                                                                     | + 0:00:52                                                                                   | 6                                                                                           | Rakousko                                                                                    | Jasmina Gassnerová                                                                          | 0:10:59                                                                                     | + 0:00:45                                                                                   |

### Výsledky sprintu 18letých
| Muži 18letí                                                                                 | Muži 18letí                                                                                 | Muži 18letí                                                                                 | Muži 18letí                                                                                 | Muži 18letí                                                                                 | Ženy 18leté                                                                                 | Ženy 18leté                                                                                 | Ženy 18leté                                                                                 | Ženy 18leté                                                                                 | Ženy 18leté                                                                                 |
| ------------------------------------------------------------------------------------------- | ------------------------------------------------------------------------------------------- | ------------------------------------------------------------------------------------------- | ------------------------------------------------------------------------------------------- | ------------------------------------------------------------------------------------------- | ------------------------------------------------------------------------------------------- | ------------------------------------------------------------------------------------------- | ------------------------------------------------------------------------------------------- | ------------------------------------------------------------------------------------------- | ------------------------------------------------------------------------------------------- |
| - Traťové parametry: 2,2 km, 15 kontrol, ? m převýšení. - Mapa: Gheorgheni 1:10 000 E= 2,5m | - Traťové parametry: 2,2 km, 15 kontrol, ? m převýšení. - Mapa: Gheorgheni 1:10 000 E= 2,5m | - Traťové parametry: 2,2 km, 15 kontrol, ? m převýšení. - Mapa: Gheorgheni 1:10 000 E= 2,5m | - Traťové parametry: 2,2 km, 15 kontrol, ? m převýšení. - Mapa: Gheorgheni 1:10 000 E= 2,5m | - Traťové parametry: 2,2 km, 15 kontrol, ? m převýšení. - Mapa: Gheorgheni 1:10 000 E= 2,5m | - Traťové parametry: 1,7 km, 12 kontrol, ? m převýšení. - Mapa: Gheorgheni 1:10 000 E= 2,5m | - Traťové parametry: 1,7 km, 12 kontrol, ? m převýšení. - Mapa: Gheorgheni 1:10 000 E= 2,5m | - Traťové parametry: 1,7 km, 12 kontrol, ? m převýšení. - Mapa: Gheorgheni 1:10 000 E= 2,5m | - Traťové parametry: 1,7 km, 12 kontrol, ? m převýšení. - Mapa: Gheorgheni 1:10 000 E= 2,5m | - Traťové parametry: 1,7 km, 12 kontrol, ? m převýšení. - Mapa: Gheorgheni 1:10 000 E= 2,5m |
| Umístění                                                                                    | Země                                                                                        | Jméno                                                                                       | Čas                                                                                         | Ztráta                                                                                      | Umístění                                                                                    | Země                                                                                        | Jméno                                                                                       | Čas                                                                                         | Ztráta                                                                                      |
|                                                                                             | Finsko                                                                                      | Olli Ojanaho                                                                                | 0:11:49                                                                                     |                                                                                             |                                                                                             | Švýcarsko                                                                                   | Valerie Aebischerová                                                                        | 0:10:07                                                                                     |                                                                                             |
|                                                                                             | Švýcarsko                                                                                   | Florian Attinger                                                                            | 0:11:57                                                                                     | + 0:00:08                                                                                   |                                                                                             | Finsko                                                                                      | Noora Koskinenová                                                                           | 0:10:09                                                                                     | + 0:00:02                                                                                   |
|                                                                                             | Švédsko                                                                                     | Isac von Krusenstierna                                                                      | 0:12:03                                                                                     | + 0:00:14                                                                                   |                                                                                             | Švédsko                                                                                     | Tove Ronnbacková                                                                            | 0:10:17                                                                                     | + 0:00:10                                                                                   |
| 4                                                                                           | Rusko                                                                                       | Mikhai Kulešov                                                                              | 0:12:08                                                                                     | + 0:00:19                                                                                   | 4                                                                                           | Česko                                                                                       | Tereza Čechová                                                                              | 0:10:36                                                                                     | + 0:00:29                                                                                   |
| 4                                                                                           | Rakousko                                                                                    | Rafael Dobnik                                                                               | 0:12:08                                                                                     | + 0:00:19                                                                                   | 5                                                                                           | Francie                                                                                     | Florence Hanauerová                                                                         | 0:10:37                                                                                     | + 0:00:30                                                                                   |
| 6                                                                                           | Portugalsko                                                                                 | Ricardo Ferreira                                                                            | 0:12:17                                                                                     | + 0:00:28                                                                                   | 6                                                                                           | Rumunsko                                                                                    | Agnes Nedaová                                                                               | 0:10:42                                                                                     | + 0:00:35                                                                                   |

## Česká dorostenecká reprezentace na EYOC
| Muži 16                       | Muži 16                       | Muži 16                       | Muži 16                       | Ženy 16                       | Ženy 16                       | Ženy 16                       | Ženy 16                       |
| ----------------------------- | ----------------------------- | ----------------------------- | ----------------------------- | ----------------------------- | ----------------------------- | ----------------------------- | ----------------------------- |
| - Umístění českých dorostenců | - Umístění českých dorostenců | - Umístění českých dorostenců | - Umístění českých dorostenců | - Umístění českých dorostenek | - Umístění českých dorostenek | - Umístění českých dorostenek | - Umístění českých dorostenek |
| Jméno                         | Sprint                        | Long                          | Štafety                       | Jméno                         | Sprint                        | Long                          | Štafety                       |
| Michal Bořánek                | 13. místo                     | 27. místo                     | x                             | Šárka Ruckerová               | 30. místo                     | 4. místo                      | 1. místo                      |
| Jonáš Fencl                   | 2. místo                      | 10. místo                     | 7. místo                      | Anna Kopecká                  | 4. místo                      | 19. místo                     | x                             |
| Ondřej Hlaváč                 | 10. místo                     | 8. místo                      | 7. místo                      | Barbora Chaloupská            | 18. místo                     | 20. místo                     | 1. místo                      |
| Tomáš Křivda                  | 6. místo                      | 6. místo                      | 7. místo                      | Tereza Jánošíková             | 1. místo                      | 1. místo                      | 1. místo                      |

| Muži 18                       | Muži 18                       | Muži 18                       | Muži 18                       | Ženy 18                       | Ženy 18                       | Ženy 18                       | Ženy 18                       |
| ----------------------------- | ----------------------------- | ----------------------------- | ----------------------------- | ----------------------------- | ----------------------------- | ----------------------------- | ----------------------------- |
| - Umístění českých dorostenců | - Umístění českých dorostenců | - Umístění českých dorostenců | - Umístění českých dorostenců | - Umístění českých dorostenek | - Umístění českých dorostenek | - Umístění českých dorostenek | - Umístění českých dorostenek |
| Jméno                         | Sprint                        | Long                          | Štafety                       | Jméno                         | Sprint                        | Long                          | Štafety                       |
| Daniel Vandas                 | 31. místo                     | 4. místo                      | 8. místo                      | Barbora Vyhnálková            | 35. místo                     | 16. místo                     | 1. místo                      |
| Otakar Hirš                   | 36. místo                     | 19. místo                     | 8. místo                      | Klára Novotná                 | 10. místo                     | 15. místo                     | 1. místo                      |
| Vojtěch Netuka                | 21. místo                     | 38. místo                     | x                             | Tereza Čechová                | 4. místo                      | 7. místo                      | 1. místo                      |
| Vojtěch Sýkora                | 22. místo                     | 16. místo                     | 8. místo                      | Kateřina Argalasová           | 27. místo                     | 44. místo                     | x                             |

## Medailová klasifikace podle zemí
| Medailová klasifikace podle zemí | Medailová klasifikace podle zemí | Medailová klasifikace podle zemí | Medailová klasifikace podle zemí | Medailová klasifikace podle zemí | Medailová klasifikace podle zemí |
| Umístění                         | Země                             | Zlato                            | Stříbro                          | Bronz                            | Součet                           |
| -------------------------------- | -------------------------------- | -------------------------------- | -------------------------------- | -------------------------------- | -------------------------------- |
| 1.                               | Česko                            | 4                                | 1                                | -                                | 5                                |
| 2.                               | Švýcarsko                        | 2                                | 3                                | 1                                | 6                                |
| 3.                               | Finsko                           | 2                                | 2                                | 2                                | 6                                |
| 4.                               | Švédsko                          | 2                                | -                                | 3                                | 5                                |
| 5.                               | Francie                          | 2                                | -                                | 2                                | 4                                |
| 6.                               | Rakousko                         | -                                | 2                                | 1                                | 3                                |
| 7.                               | Norsko                           | -                                | 2                                | -                                | 2                                |
| 8.                               | Dánsko                           | -                                | 1                                | -                                | 3                                |
| 8.                               | Rusko                            | -                                | 1                                | -                                | 1                                |
| 10.                              | Bulharsko                        | -                                | -                                | 1                                | 1                                |
| 10.                              | Estonsko                         | -                                | -                                | 1                                | 1                                |
| 10.                              | Maďarsko                         | -                                | -                                | 1                                | 1                                |

## Celkové bodové hodnocení týmů
| Pořadí | Země               | Long | Relay | Sprint | Celkem |
| ------ | ------------------ | ---- | ----- | ------ | ------ |
| 1.     | Česko              | 409  | 395   | 409    | 1213   |
| 2.     | Švýcarsko          | 350  | 330   | 454    | 1134   |
| 3.     | Finsko             | 347  | 305   | 353    | 1005   |
| 4.     | Rusko              | 295  | 305   | 353    | 953    |
| 5.     | Maďarsko           | 309  | 310   | 309    | 928    |
| 6.     | Francie            | 345  | 285   | 288    | 918    |
| 7.     | Rakousko           | 308  | 305   | 211    | 824    |
| 8.     | Polsko             | 285  | 230   | 267    | 782    |
| 9.     | Švédsko            | 221  | 210   | 213    | 644    |
| 10.    | Dánsko             | 160  | 255   | 198    | 613    |
| 11.    | Německo            | 224  | 170   | 169    | 563    |
| 12.    | Norsko             | 197  | 185   | 150    | 532    |
| 13.    | Lotyšsko           | 204  | 170   | 127    | 501    |
| 14.    | Litva              | 167  | 145   | 149    | 461    |
| 15.    | Rumunsko           | 184  | 110   | 163    | 457    |
| 16.    | Bulharsko          | 133  | 105   | 159    | 397    |
| 17.    | Estonsko           | 73   | 180   | 52     | 305    |
| 18.    | Ukrajina           | 70   | 85    | 145    | 300    |
| 19.    | Slovensko          | 132  | 60    | 78     | 270    |
| 20.    | Spojené království | 79   | 65    | 86     | 230    |
| 21.    | Španělsko          | 42   | 75    | 90     | 207    |
| 22.    | Itálie             | 20   | 15    | 130    | 165    |
| 23.    | Portugalsko        | 5    | 20    | 106    | 131    |
| 24.    | Turecko            | 48   | 35    | 48     | 131    |
| 25.    | Srbsko             | 38   | 0     | 90     | 128    |
| 26.    | Irsko              | 36   | 25    | 56     | 117    |
| 27.    | Moldavsko          | 42   | 35    | 8      | 85     |
| 28.    | Belgie             | 13   | 20    | 25     | 58     |
| 29.    | Chorvatsko         | 3    | 0     | 46     | 49     |
| 30.    | Slovinsko          | 22   | 10    | 12     | 44     |
| 31.    | Izrael             | 5    | 15    | 5      | 25     |
| 32.    | Makedonie          | 11   | 0     | 3      | 14     |